# Л'ај ле Роз
Л'ај ле Роз (фр. L'Haÿ-les-Roses) град је у Француској, у департману Долина Марне.
По подацима из 1999. године број становника у месту је био 29.660.

## Демографија
| 1962.  | 1968.  | 1975.  | 1982.  | 1990.  | 1999.  | 2011.  |
| ------ | ------ | ------ | ------ | ------ | ------ | ------ |
| 17.968 | 24.352 | 31.412 | 29.568 | 29.746 | 29.660 | 30.574 |

## Градови побратими
- Omagh, United Kingdom
- Bad Hersfeld, Germany